# جوزيف ويلكوكس جنكينز
جوزيف ويلكوكس جنكينز (بالإنجليزية: Joseph Willcox Jenkins)‏ هو عالم موسيقى وملحن أمريكي، ولد في 15 فبراير 1928 في Wawa, Pennsylvania ‏ في الولايات المتحدة، وتوفي في 31 يناير 2014 في Lawrenceville (Pittsburgh) ‏ في الولايات المتحدة.

## وصلات خارجية
- جوزيف ويلكوكس جنكينز على موقع ميوزك برينز (الإنجليزية)
- جوزيف ويلكوكس جنكينز على موقع ديسكوغز (الإنجليزية)